# 585 a.C.

## Eventos
- 28 de maio - Ocorre a Batalha de Hális entre medos e lídios, junto ao rio Hális.[1] A batalha foi interrompida por um eclipse solar, que havia sido previsto por Tales de Mileto.[2][Nota 1]
- Nabucodonosor II inicia o cerco de Tiro, governada por Ithobalus. O cerco durou treze anos.[3][Nota 2]

## Mortes
- Periandro, aos oitenta anos de idade, tirano de Corinto.[4]